# Roba esta película
Roba esta película (Steal this Movie!, 2000) es una película estadounidense biográfica de Abbie Hoffman, una figura radical durante la década de los 60. Fue dirigida por Robert Greenwald y el guion fue escrito por Bruce Graham. Está basada en una serie de libros, incluyendo "Para América con Amor", "Cartas desde el Metro" de Anita y Abbie Hoffman y "Abbie Hoffman: El Rebelde Americano" de Marty Jezer. El título de esta película hace referencia al libro de Hoffman Roba este libro.
La película describe la relación de Abbie Hoffman (Vincent D'Onofrio) con su segunda mujer, Anita (Janeane Garofalo), y el 'despertar' de ambos y su posterior conversión hacia una vida de activistas. El título de la cinta es un juego de palabras con la guía de contracultura de Hoffman de 1970 titulada Roba Este Libro.
Algunas de las críticas de la cinta se centran en que es demasiado hagiográfica de Abbie Hoffman y no le da la importancia suficiente a otros activistas de la época como Paul Krassner, que cofundó los Yippies con Hoffman y su mujer. Otros críticos reprobaron el montaje de la película, que se apoya constantemente en la utilización del metraje documental para hacer avanzar la trama, con voz en off y subtítulos. No obstante, prácticamente todos los críticos coincidieron en que la sólida interpretación de Vincent D'Onofrio como Hoffman superaba los defectos, por lo demás menores, y el bajo presupuesto de la película.